# Elisabeth Pinedo
Elisabeth Pinedo Sáenz, född 13 maj 1981 i Amurrio, är en spansk handbollsspelare (vänstersexa). Hon spelade 201 landskamper och gjorde 441 mål för Spaniens landslag.

## Klubblagskarriär
Elisabeth Pinedo spelade fram till 2004 med BM Bera Bera, säsongen 2004-2005 med CB Amadeo Tortajada och sedan fram till 2007 med Astroc Sagunto. Mellan 2007 och 2010 hade Pinedo kontrakt med SD Itxako, som hon vann EHF Cupen med 2009 och spanska mästerskapet 2009 och 2010. Efter att ha spelat säsongen 2010-2011 med den danska HC Odense, spelade hon åter  igen för BM Bera Bera från 2011-2016. Med Bera Bera vann hon spanska mästerskapet 2013, 2014, 2015 och 2016.

## Landslagskarriär
Pinedo debuterade i Spaniens landslag 2005. Hon var med och tog EM-silver 2008 i Makedonien (nuvarande Nordmakedonien), VM-brons 2011 i Brasilien och OS-brons 2012 i London. 2014 var hon med och vann åter EM-silver. Hon deltog också vid OS 2016 i Rio de Janeiro. Efter turneringen avslutade hon karriären i landslaget.